# Mentőakció (film)
A Mentőakció (eredeti cím: Extraction) 2015-ös amerikai akció-thriller, melynek rendezője Steven C. Miller, forgatókönyvírója Umair Aleem. A főszerepet Kellan Lutz, Bruce Willis, Gina Carano, D. B. Sweeney, Dan Bilzerian és Steve Coulter alakítja.
Az Amerikai Egyesült Államokban 2015. december 18-án mutatta be a Lionsgate Premiere, Magyarországon DVD-n jelent meg szinkronizálva 2016 augusztusában.

## Rövid bevezető
Egy terrorista csoport elrabolja Leonard Turnert nyugdíjazott CIA-ügynököt (Bruce Willis). Fia, Harry Turner (Kellan Lutz), egy kormányzati elemző, akit többször is elutasítottak a terepmunkától, saját mentőakcióba kezd. Kitérve magasan képzett ügynökök, halálos bérgyilkosok és nemzetközi terroristák elől, Harry végül próbára teszi, mennyit ért a kiképzése, és végig tudja-e vinni a küldetéseket, hogy megtalálja és kiszabadítsa az édesapját, és megállítsa a terroristák szervezkedéseit.

## Szereplők
| Szerep             | Színész       | Magyar hang        |
| ------------------ | ------------- | ------------------ |
| Harry Turner       | Kellan Lutz   | Szabó Máté         |
| Leonard Turner     | Bruce Willis  | Dörner György      |
| Victoria Ferr      | Gina Carano   | Trokán Nóra        |
| Ken Robertson      | D. B. Sweeney | Sótonyi Gábor      |
| Theodore Sitterson | Steve Coulter | Fazekas István     |
| Higgins            | Dan Bilzerian | Varga Rókus        |
| Kris               | Lydia Hull    | Bogdányi Titanilla |

## A film készítése
A film forgatása 2015. február 9-én kezdődött Alabamában, a Mobile folyón, és 2015. március 15-én fejeződött be.

## Kritikai fogadtatás
A Metacritic oldalán a film értékelése 25% a 100-ból, amely 6 véleményen alapul. A Rotten Tomatoeson a Mentőakció 6%-os minősítést kapott, 18 értékelés alapján.